# Estadio Carlos Dittborn
El Estadio Carlos Dittborn se encuentra ubicado en la ciudad de Arica, Chile, y fue inaugurado el 15 de abril de 1962. En él se disputan los partidos que San Marcos de Arica juega como local. El nombre del estadio es en honor del dirigente deportivo Carlos Dittborn Pinto, Presidente de la CONMEBOL y del Comité Organizador del Mundial de 1962, quien falleció días antes de la inauguración del torneo. El estadio fue sometido a una completa remodelación entre 2012 y 2014, lo que redujo su capacidad de 14.373 a 9.700 espectadores sentados.

## Historia
El estadio fue edificado por iniciativa de la Junta de Adelanto de Arica, en respuesta a la deserción de Antofagasta como sede representante del norte de Chile. Como anécdota: la Municipalidad de Arica acordó el racionamiento de agua para la ciudad por tres días a la semana para que el pasto creciera en óptimas condiciones para el desarrollo del Mundial. Los organizadores del Mundial de 1962 escogieron a la norteña ciudad de Arica pensando en la segura clasificación del Perú, que vendría con su hinchada por su cercanía a la frontera con ese país, pero finalmente fue Colombia el favorecido, que eliminó al Perú contra todo pronóstico.
Valentin Granatkin, Vicepresidente de la FIFA y jefe de fútbol de la Unión Soviética, durante una declaración para la revista En Viaje expresó sobre el Estadio: "Cuando vi el desierto desde la ventanilla del avión, durante más de 2 horas, me sobrecogí y pensé que no podría ser cierto que en estos parajes se efectúen encuentros del campeonato mundial. Pero una vez en tierra comprobé lo que puede la labor del hombre, cuando se esfuerza por cumplir"
Los costos de construcción del estadio fueron en ese entonces de 450.000 US$ (hoy, el equivalente a 3.700.000 US$).
En el Estadio Carlos Dittborn se produjo el único gol olímpico que se ha marcado en un Mundial: lo hizo el colombiano Marcos Coll en el partido entre Colombia y la Unión Soviética el 3 de junio de 1962.

## Copa Mundial de Fútbol de 1962

### Partidos de laCopa Mundial de Fútbol de 1962
| 30 de mayo de 1962 | Uruguay               | 2:1 (0:1) | Colombia        | Est. Carlos Dittborn, Arica                                      |                                                                  |
|                    | Sasia 56' Cubilla 75' |           | Zuluaga 19' (p) | Asistencia: 7908 espectadores Árbitro(s): Andor Dorogi (Hungría) | Asistencia: 7908 espectadores Árbitro(s): Andor Dorogi (Hungría) |

| 31 de mayo de 1962 | Unión Soviética           | 2:0 (0:0) | Yugoslavia | Est. Carlos Dittborn, Arica                                              |                                                                          |
|                    | Ivanov 51' Ponedelnik 83' |           |            | Asistencia: 15 000 espectadores Árbitro(s): Albert Dusch (Alemania Fed.) | Asistencia: 15 000 espectadores Árbitro(s): Albert Dusch (Alemania Fed.) |

| 2 de junio de 1962 | Yugoslavia                             | 3:1 (2:1) | Uruguay     | Est. Carlos Dittborn, Arica                                            |                                                                        |
|                    | Skoblar 25' (p) Galic 29' Jerkovic 49' |           | Cabrera 19' | Asistencia: 8829 espectadores Árbitro(s): Karol Galba (Checoslovaquia) | Asistencia: 8829 espectadores Árbitro(s): Karol Galba (Checoslovaquia) |

| 3 de junio de 1962 | Unión Soviética                             | 4:4 (3:1) | Colombia                                 | Est. Carlos Dittborn, Arica                                         |                                                                     |
|                    | Ivanov 8', 11' Chislenko 10' Ponedelnik 56' |           | Aceros 21' Coll 68' Rada 72' Klinger 86' | Asistencia: 8040 espectadores Árbitro(s): Jõao Etzel Filho (Brasil) | Asistencia: 8040 espectadores Árbitro(s): Jõao Etzel Filho (Brasil) |

| 6 de junio de 1962 | Unión Soviética        | 2:1 (1:0) | Uruguay   | Est. Carlos Dittborn, Arica                                     |                                                                 |
|                    | Mamykin 38' Ivanov 89' |           | Sasia 54' | Asistencia: 9973 espectadores Árbitro(s): Cesare Jonni (Italia) | Asistencia: 9973 espectadores Árbitro(s): Cesare Jonni (Italia) |

| 7 de junio de 1962 | Yugoslavia                                 | 5:0 (2:0) | Colombia | Est. Carlos Dittborn, Arica                                     |                                                                 |
|                    | Galic 20', 61' Jerkovic 25', 87' Melic 82' |           |          | Asistencia: 7167 espectadores Árbitro(s): Carlos Robles (Chile) | Asistencia: 7167 espectadores Árbitro(s): Carlos Robles (Chile) |

#### Cuartos de final
| 10 de junio de 1962 | Chile                 | 2:1 (2:1) | Unión Soviética | Est. Carlos Dittborn, Arica                                     |                                                                 |
|                     | Sánchez 11' Rojas 29' |           | Chislenko 26'   | Asistencia: 17 268 espectadores Árbitro(s): Leo Horn (Holandés) | Asistencia: 17 268 espectadores Árbitro(s): Leo Horn (Holandés) |

## Copa del Pacífico 2012

### Partido de idaCopa del Pacífico 2012
| 21 de marzo de 2012, 22:00 | Chile                             | 3:1 (2:1) | Perú          | Estadio Carlos Dittborn, Arica                                        |                                                                       |
|                            | Paredes 6' · Andía 43' · Mena 87' | Reporte   | Galliquio 22' | Asistencia: 11 000 espectadores Árbitro(s): Julio Quintana (Paraguay) | Asistencia: 11 000 espectadores Árbitro(s): Julio Quintana (Paraguay) |

## Otros recintos
El Estadio Carlos Dittborn se encuentra ubicado en un complejo deportivo que abarca otros 2 mini estadios ubicados al sur del coliseo principal. La Cancha N.º 3 "Alfredo Rossi Montana" cuenta con gradas con capacidad para unos 3500 espectadores y fue utilizada por San Marcos de Arica en el Torneo de Primera B del año 2010 durante la primera fase de la remodelación del estadio principal; hoy en día es utilizada para la práctica del rugby. Por su parte la Cancha N.º 2 denominada "Segundo 'Chirimino' Mamani" cuenta con cancha de césped sintético desde 2012 y gradas para unas 400 personas, y es utilizada por las divisiones inferiores de San Marcos de Arica.

## Reconocimientos

### Estadios mundialistas
El estadio se encuentra entre los diez escenarios vigentes de América del Sur con más partidos recibidos de la Copa del Mundo.
| N.º | Estadio                  | Ubicación                | Ediciones  | Partidos mundialistas | Propietario                             |
| --- | ------------------------ | ------------------------ | ---------- | --------------------- | --------------------------------------- |
| 1°  | Maracaná                 | Río de Janeiro, Brasil   | 1950, 2014 | 15                    | Estado de Río de Janeiro                |
| 2°  | Centenario               | Montevideo, Uruguay      | 1930       | 10                    | Intendencia de Montevideo               |
| 2°  | Julio Martínez Prádanos  | Santiago de Chile, Chile | 1962       | 10                    | Instituto Nacional de Deportes de Chile |
| 4°  | Antonio Vespucio Liberti | Buenos Aires, Argentina  | 1978       | 9                     | Club Atlético River Plate               |
| 5°  | Sausalito                | Viña del Mar, Chile      | 1962       | 8                     | Ilustre Municipalidad de Viña del Mar   |
| 5°  | Mario Alberto Kempes     | Córdoba, Argentina       | 1978       | 8                     | Provincia de Córdoba                    |
| 7°  | Estadio Carlos Dittborn  | Arica, Chile             | 1962       | 7                     | Ilustre Municipalidad de Arica          |
| 7°  | El Teniente              | Rancagua, Chile          | 1962       | 7                     | Codelco                                 |
| 7°  | Mané Garrincha           | Brasilia, Brasil         | 2014       | 7                     | Distrito Federal                        |
| 10° | Gran Parque Central      | Montevideo, Uruguay      | 1930       | 6                     | Club Nacional de Football               |